# St. Valentin
St. Valentin (ou Sankt Valentin) est une commune autrichienne du district d'Amstetten en Basse-Autriche.

## Histoire
En 1939 fut inauguré sur la commune l'usine de fabrication de blindés Nibelungenwerkes, qui produisit un grand nombre des chars de bataille allemands utilisés lors de la Seconde Guerre mondiale.
Le minerai de fer provenait de l'Erzberg, était traité et transformé en plaques blindées à l'Eisenwerke Oberdonau à Linz et à Leoben-Donawitz, puis utilisé pour la fabrication de chars à St Valentin.

## Jumelage
Saint-Valentin (France) depuis 1988